# Wunder-Baum

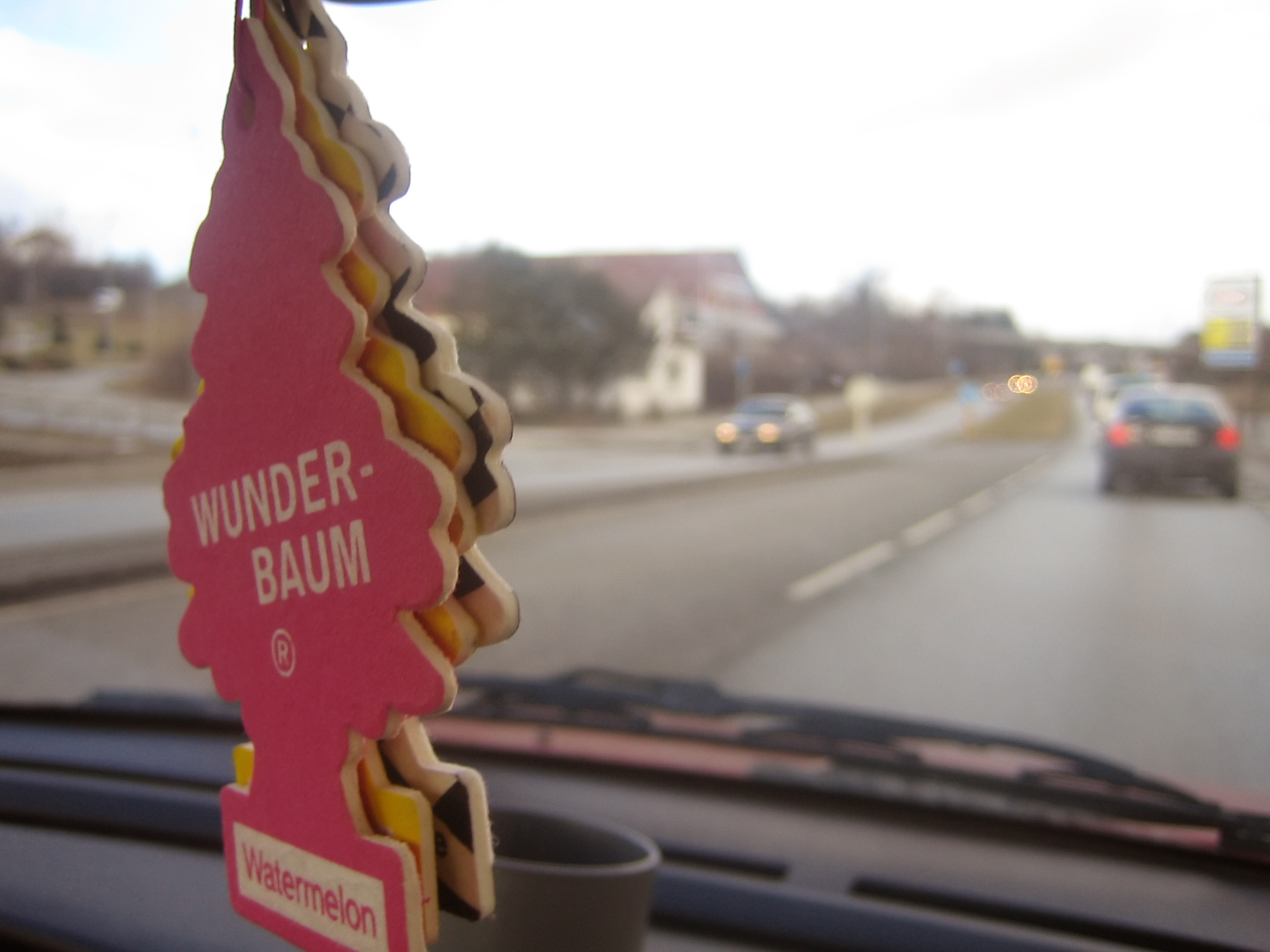
Kilka odświeżaczy Wunder-Baum wiszących w samochodzie

Wunder-Baum – odświeżacze powietrza w charakterystycznym kształcie choinki produkowane przez Car-Freshner Corporation. Są przeznaczone przede wszystkim do użytku w samochodzie i wieszane zwykle na lusterku wstecznym. 
Odświeżacze Wunder-Baum zostały stworzone w 1952 roku w Nowym Jorku przez Kanadyjczyka, Juliusa Sämanna.
Obecnie Wunder-Baum sprzedawane są w ponad 100 krajach świata na 5 różnych kontynentach. Znane są pod różnymi nazwami: Wunder-Baum (w Polsce, Niemczech, Danii, Szwecji, Norwegii, Finlandii), Little Trees (w USA), Magic Tree (w Wielkiej Brytanii), Arbre Magique (we Francji, Włoszech, Hiszpanii).
Według producenta, Wunder-Baum jest najpopularniejszym samochodowym odświeżaczem powietrza na świecie.